# 尖萼耧斗菜
尖萼耧斗菜（学名：Aquilegia oxysepala）为毛茛科耧斗菜属下的一个种。

## 扩展阅读
- 維基物種上的相關：尖萼耧斗菜